# اسپولتوره
اسپولتوره (به ایتالیایی: Spoltore) یک کومونه در ایتالیا است که در استان پسکارا واقع شده‌است.

## خصوصیات
اسپولتوره ۳۶ کیلومترمربع مساحت و ۱۷٬۲۵۰ نفر جمعیت دارد و ۱۸۵ متر بالاتر از سطح دریا واقع شده‌است.